# Neallogaster schmidti
Neallogaster schmidti är en trollsländeart som beskrevs av Syoziro Asahina 1982. Neallogaster schmidti ingår i släktet Neallogaster och familjen kungstrollsländor. IUCN kategoriserar arten globalt som otillräckligt studerad. Inga underarter finns listade i Catalogue of Life.